# Conclave (romanzo Roberto Pazzi)
Conclave è un romanzo dello scrittore italiano Roberto Pazzi pubblicato nel 2001.
Lo stesso anno il libro ha vinto il Premio Scanno, il Premio Comisso il Superpremio Flaiano, il Premio Stresa, il premio Zerilli Marimò della New York University e il premio Rapolano Terme, arrivando in finale anche al Premio Viareggio e al Premio Bigiaretti.

## Trama
Il collegio cardinalizio si riunisce nella Cappella Sistina per l'elezione del nuovo papa. Tra i convocati c'è il sessantatreenne Ettore Malvezzi, cardinale arcivescovo di Torino. Questi nota le prime manovre: i porporati italiani, spalleggiati dal governo, auspicano l'elezione di un loro connazionale. Un cardinale, Emanuele Contardi, muore la prima notte. L'estone Matis Paide propone l'installazione di una sauna per ritemprare i cardinali; dopo qualche titubanza, la sua proposta viene accettata. Malvezzi s'informa presso la sorella sul conto del giovane nipote Francesco, che è sempre stato affascinato dalla figura dello zio. Mentre le votazioni si succedono senza esito, scoppia la piaga dei topi che infestano il palazzo; una derattizzazione è impedita dalle regole del conclave. Vengono allora introdotti dei gatti presi dalle strade di Roma, ma un'altra piaga vi si aggiunge: quella degli scorpioni, per combattere i quali si ricorre alle galline.
Monsignor Giorgio Contarini, il cappellano di Malvezzi, appare molto scosso dagli strani eventi, tra i quali rientra anche un improvviso deterioramento degli affreschi della Cappella Sistina, per i quali si rende necessario un immediato restauro. Intanto, due cardinali americani tentano l'evasione, gettando i loro confratelli nella confusione e nella perplessità. Lo slavo Wolfram Stelipyn si pronuncia in favore di un papa africano, ma i voti si distribuiscono su diversi candidati del Continente Nero. Il cardinale Zelindo Mascheroni, famoso per la sua reputazione di austero conservatore, viene trovato morto nel suo letto travestito da donna.
La sera delle sue esequie si tengono diversi incontri conviviali: in uno di questi, a cui partecipano tra gli altri Malvezzi, Contarini e il tenente delle Guardie Svizzere Hans Kapplmüller, i cardinali africani scatenano un ritmo primitivo che sembra contagiare tutti i presenti in una specie di trance. Ad arrestarla è Leopold Albert Ugamwa, il cardinale esorcista di Dar es Salaam, che vi riconosce qualcosa di antico e maligno.
Nella seduta successiva, mentre l'arcivescovo di Brasilia perora la causa di un papa latinoamericano, il Giudizio Universale di Michelangelo inizia improvvisamente a sbiadire. Il comportamento di Malvezzi, che nello sconforto ha telefonato ai suoi famigliari e si mette a parlare da solo, viene giudicato "strano" dai suoi confratelli; non più, però, di quello di altri presuli che dopo aver mangiato i piatti preparati da suore africane hanno allentato completamente i loro freni inibitori.
Il presidente della Repubblica Italiana telefona a Malvezzi dicendosi preoccupato per i lunghi tempi del conclave; l'arcivescovo di Torino ha poi uno scambio d'idee col camerlengo Vladimiro Veronelli in cui gli rivela il suo presagio che un giorno ancora lontano a guidare la Chiesa cattolica sarà chiamata una donna.
Una violenta tempesta si abbatte su Roma, provocando la caduta di alberi e statue, straripamenti del Tevere e black-out. Al culmine di questi drammatici avvenimenti, la vigilia di Natale Ettore Malvezzi è eletto papa.

## Opere correlate
I cardinali Veronelli, Ugamwa e Stelypin, citati nel presente romanzo, appaiono come personaggi anche ne L'erede, dello stesso autore, che narrando dell'ultimo periodo di vita del vecchio papa (identificabile con Giovanni Paolo II) costituisce di fatto un prologo a Conclave.

## Edizioni
- Roberto Pazzi, Conclave, collana Narrativa, Milano, Frassinelli, 2001, ISBN 88-7684-645-X.
- Roberto Pazzi, Conclave, collana Frassinelli paperback. Narrativa, n. 24, Milano, Frassinelli, 2001, ISBN 88-8274-750-6.
- Roberto Pazzi, Conclave, collana PRO.DIGI - Festina Lente, Firenze-Milano, Giunti/Bompiani, 2017, ISBN 978-88-587-7513-4.